# ルワンダの経済

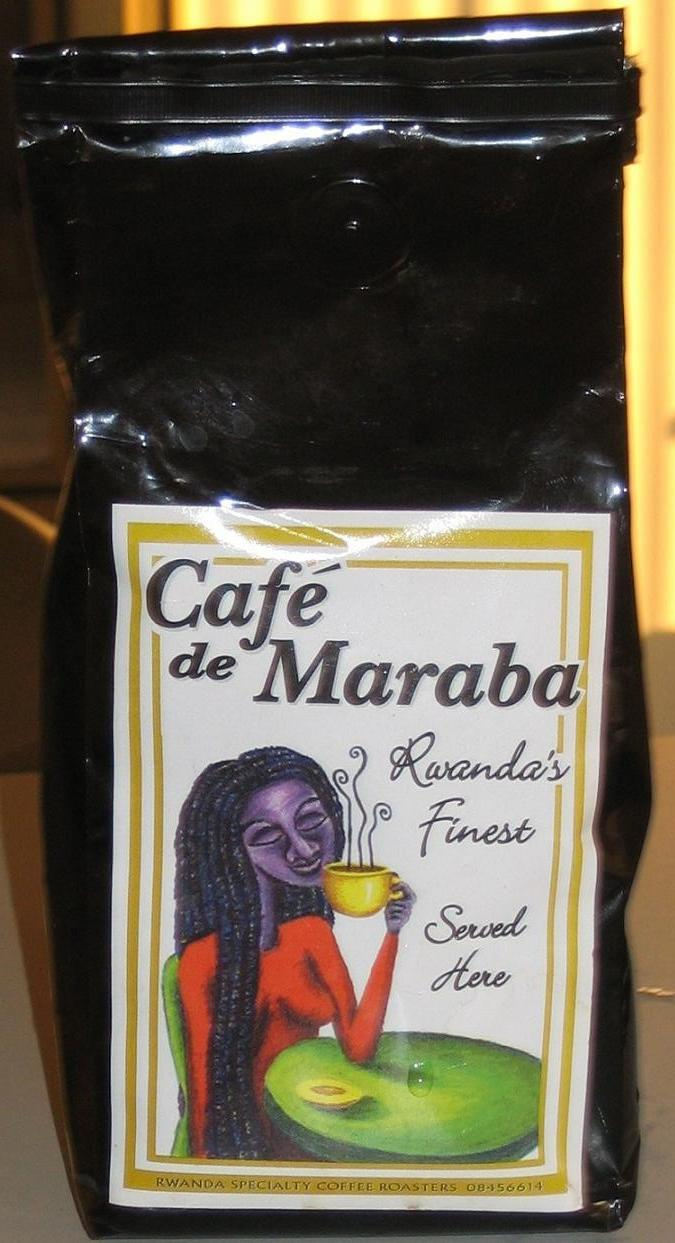
ルワンダのコーヒー

ルワンダの経済（ルワンダのけいざい）では、アフリカのルワンダ共和国における経済について述べる。

## 概要
ルワンダは農業国であり、人口の約90%が農産業へ従事している。この国はアフリカで最も人口密度が高く、内陸国であり、天然資源もほとんど無く、産業も乏しいことで知られ、貿易における主要な輸出品目はコーヒーと茶である。1994年のルワンダ虐殺はこの国の脆弱な経済基盤を破壊し、特に女性を中心とした深刻な貧困層を生み出し、民間や外部からの投資を誘致する能力を大きく低下させた。しかしルワンダは近年、経済の安定化と再建に著しい進歩を遂げており、1998年6月には国際通貨基金の構造調整プログラム（en:Enhanced Structural Adjustment Facility：ESAF）への署名を行い、世界銀行とともに野心的な民営化プログラムに着手している。現在の継続的な経済成長は、国際援助額水準の維持とコーヒーおよび茶の世界価格強化の具合に依存している。そのため、IT立国を目指した20年計画がポール・カガメ大統領によって進められている。
なお、ルワンダ内戦以前の人口増加率は年間3%であったことが分かっている。また、1994年までのルワンダにおける農場の平均サイズは1ヘクタール以下であった一方、人口密度は農地1 km²あたり450人以上となっていた。
2010年現在、日本円で800億円相当の多額の借金の抱えている。そのため、現在20年計画で進められているIT立国への道が頓挫すれば、インフラ整備が無駄になるばかりでなく、多額の借金で国が立ち行かなくなる恐れもある。

## 歴史

### 経済状況
1960年代と1970年代には、ルワンダ政府は慎重な金融政策を行っており、海外からの寛大な援助と相対的に有利な貿易条件もあって、国民1人当たりの所得額の持続的な成長を維持しつつも、インフレ率を低く抑えることが可能であった。1965年より6年間、日本銀行より出向した服部正也が中央銀行総裁を務め、経済の安定に尽力している。しかし、1980年代に世界のコーヒー価格が急落して以降は、経済の成長が不安定になっていった。
1973年から1980年までの期間に6.5%あったGDPの年間成長率は、1980年から1985年には年間平均2.9%まで鈍化し、1986年から1990年の期間も低迷したままであった。経済の低迷が過去最悪の状況であった1990年には、IMFの構造調整プログラムの第一回目の措置が実施された。しかしながら、内戦以前には平価の切り下げや公定価格の排除といった重要な措置の制定が完全に行われなかった結果として、給料の急激な増加や貨幣価値の急騰といった状況が発生した。この状況は、国有企業の社員や公務員といった教育を受けたエリート層を中心とする社会層に大きな影響を及ぼした。
1990年から始まり、1994年のルワンダ虐殺で頂点に達した5年間に渡るルワンダ内戦により、この国の経済は大きく衰退した。内戦期間に当たる5年のうち3年はGDPが低下し、特に1994年には実に40%以上となるGDPの著しい下落が見られた。なお、内戦終了の翌年である1995年には実質GDPで9%の増加が見られ、内戦で疲弊した経済の復興が示唆された。ルワンダ虐殺の後、ツチ族主導の政府は国の経済改善と、自給自足農業への依存度合いの減少を主要計画とした。これは、内戦や虐殺にまで至った経済不況の背景に、国土に対する過剰な人口と、希少な農地やその他の資源の奪い合いが主な要因として存在していたためである。政府は製造業やサービス産業の構築と、貿易や経済発展における障壁の除去に焦点を当て、対処していった。
1996年には、政府による税徴収の改善や、国有企業の民営化推進による政府財源の流出抑制、輸出用作物生産と食糧生産における継続的な改善により、GDPの成長率が13%を記録した。このうち茶農園や工場は継続的な復興作業が行われていった一方で、生産のほぼ全てが小規模な自作農により賄われていたコーヒーは、内戦の終結により農民が元の土地へ戻ることで再興して行く傾向が見られた。2002年には茶が輸出に占める最大の品目となり、約1万5000トンを海外へ輸出して1800万ドルを得た。しかしコーヒー生産量回復の道のりは険しく、2000年時点の生産量は1万4578.560トンであり、内戦以前にあった3万5000トンから4万トンの生産量の半分にも達していない状況であったが、その後、高級豆市場への参入が功を奏し急成長を遂げた。2010年には国の最大輸出品目となり、2011年には前年比32%増の生産額を上げた。

### 農業
ルワンダの農業形態は、小規模な天水農業による生産が主流である。主な農産物は、料理用バナナ、キャッサバ、豆類、モロコシ、ジャガイモ。他に、サツマイモ、トウモロコシ、米などが栽培されている。米は、60年代後半に台湾の技術指導によって導入されたものである。
主な輸出用作物はコーヒーと茶。他には除虫菊が生産されている。コーヒーは植民地時代に持ち込まれ、生産のほぼ全てが小規模な自作農により賄われている。マラバ地域のマラバ・コーヒーなどが知られている。他方、茶は独立後に大規模農園として導入された。
1962年の独立時に領地が再分配され、複雑だった権利関係がある程度整理され、農民の多くが自作農となった。しかし、もともと狭隘なルワンダでは開墾などの余地が少なかったこと、相続により土地が細分化されたこと、70年代後半に農地取引、とくに担保権設定が自由化され、抵当権や譲渡担保権が盛んに利用された。結果的に小作人となる者、土地を失う者が増え、社会不安の一因となった。
近年は半自給自足の一層小規模な農業がより増加しつつある。しかしながら、コーヒーや茶の小規模生産に適した気候や急斜面の農地が存在する一方で、都市人口が増加し、また、ルワンダは一年を通じて涼しく快適な気候であり、年間を通じて海外からの観光客による収入が保証されていることから、農地の規模は年々減少し続けている。

### 資源
ルワンダは天然資源が乏しく、鉱物産業による外貨収入は全体の約5%に過ぎない。重鉱物としては錫石、コルタン、鉄マンガン重石が有力資源であり、その他では少量の金とサファイアが採掘される。キブ湖でのメタン生産は1983年に開始されたが、現在までビール醸造所にしか用いられていない。森林の枯渇により、将来的にルワンダ人は調理や暖房に木炭以外の燃料を使用することになると予測される。渓流や湖の豊富さから、水力発電を行う潜在的能力は大きいと考えられている。ルワンダ政府は、ブルンジ、コンゴ民主共和国と共同で行っている水力発電計画を通じて、現在これらの天然資源の利用を計画中である。

### 製造業および小売業
ルワンダにおいて製造業はGDPのおよそ20％を占め、その生産量は国内消費の需要量と輸入品の供給量による影響を受けている。ルワンダ国内の大企業では、ビール、ソフトドリンク、手押し車、タバコ、くわ、石鹸、セメント、プラスチックパイプ、屋根材、織物、マットレス、ボトル入りの水などの生産を行っている。1997年半ばには、全体のうちの75%の工場は機能を取り戻し、生産能力は平均して内戦以前の75％まで回復した。ただし、産業分野への投資は現在でも主に既存の産業プラントの修復に限定されたままである。小売業は内戦によって荒廃したが、内戦の期間中にウガンダやブルンジ、コンゴ民主共和国などへ逃れ、内戦終了後に祖国へ戻ってきたルワンダ人によって多くの新しい中小企業が設立され、迅速に復興していった。

### 産業界
産業界は、1994年半ばの内戦終結から1995年までの期間、国外からの若干の支援を受けた。 1996年から1997年の初め、ルワンダ政府による融資保証制度、経済の自由化、国営企業民営化を含めた経済支援や技術支援を通じた産業界の生産復興の援助が、より活発に行われるようになった。1998年初頭に政府はワンストップの投資促進センターを設立し、外国人と地元投資者による投資を可能にする環境を構築し、これに必要な新規投資コードの施行を行った。また、税務当局は税の徴収方法の改善や行政としての説明責任の徹底を行った。
しかしながら、インフラ整備や輸送能力の不十分さと、自給自足経済を主体とすることによる市場規模の小ささから、この国の景気拡大の将来性は限られているのが現状である。また、既存の海外投資は鉱業、茶、コーヒー、観光といった商業的な事業施設に集中していることが明らかとなっている。なお、ルワンダでは最低賃金や社会保障制度が導入されており、内戦以前から存在する4つの独立した労働組合が活動中である。このうち最も大きい労働組合であるルワンダ中央労働組合（CESTRAR）は政府の機関として作られた組織であるが、1991年に導入された憲法を受けた政治改革とともに政府から完全に独立した。内戦終結後のルワンダの安全性向上により、この国の観光産業は拡大することが期待される。この国には世界的に貴重なマウンテンゴリラ（en:mountain gorilla）の生息地として知られる火山国立公園や、ニュングェ国立公園、アカゲラ国立公園といった国立公園のほか、ギシュワティ森林保護区などの豊富な自然動物保護区が知られており、仮にこの国の観光産業が発展すれば有用な外貨獲得資源となる可能性がある。

### 経済支援
1994年半ばから1995年の内戦終了直後の期間に3億740万ドル以上の緊急人道支援が行われたが、これは主にルワンダ国内における救援活動や、内戦から逃れるために近隣諸国の難民キャンプで暮らす人々への支援に用いられた。1996年には、緊急人道支援から復興開発援助（en:development aid）へと経済援助内容の移行を始めた。その後、アメリカ合衆国、ベルギー、ドイツ、オランダ、フランス、中華人民共和国、日本、世界銀行、国際連合開発計画、欧州開発基金による経済支援が続けられている。なお、日本は2007年度において同国に対する第7位の支援国となっている。政府基盤、特に国際的優先順位の高い司法制度の復興や、インフラ、医療施設、学校などの教育施設の継続的な修復および拡充が進行中である。

## マスメディア
ルワンダ政府は、一日15時間のラジオ放送を公用語である英語、フランス語、ルワンダ語の3言語で行っている。このうちのニュース番組には、ボイス・オブ・アメリカやラジオ・フランス・アンテルナショナルといった国際ラジオ放送の定期的な再放送も含まれる。また、ルワンダのテレビ局は歴史が浅く、テレビそのものの普及率も高くない。独立系新聞社は数社が存在しているが、その大半はルワンダ語版であり、週刊、隔週、あるいは月刊の発行となっている。アメリカを含む数カ国のヨーロッパ諸国は、出版の自由や責任あるジャーナリズム、自由な意見交換などを促進するための活動を行っているが、これらの活動は現在も奮戦中である。